# George Kenney
George Churchill Kenney, född 6 augusti 1889 i Yarmouth i Kanada, död 9 augusti 1977 i Bay Harbor Islands, USA, var en amerikansk militär.
George Kenney blev officer 1917, major 1937, överste 1940, brigadgeneral 1941, generalmajor 1942, generallöjtnant på hösten samma år och general 1945. Han började sin militära bana i flygsektionen i Signalkårens reserv, innehade olika befattningar inom arméflyget till 1940, då han erhöll befattning vid forskningscentralen på Wright Field. I början av andra världskriget var Kenney chef för 4:e flygkåren, därefter tjänstgjorde han under större delen som flygchef under general Douglas MacArthur och ledde därvid flyganfallen i den södra stötriktningen i Stilla havet över Nya Guinea mot Filippinerna och Ostindien, 1942–1943 som befälhavare för de allierade flygstridskrafterna i sydvästra Stilla havet och från 1944 som chef för Fjärran österns flygstridskrafter. Kenney var 1946–1947 chef för det strategiska bombflyget och blev 1948 chef för flygkrigshögskolan.